# 알렉산더 라이폴트
알렉산더 라이폴트(독일어: Alexander Leipold, 1969년 6월 2일~)는 독일의 전직 레슬링 선수이다. 올림픽에 4회 참가했으며 1994년 세계 선수권 대회에서 금메달을 획득했다. 또한 유럽 선수권 대회에서 3번 우승했고 2000년 하계 올림픽에서 금메달을 획득했지만 나중에 실격 처리되었다.

## 경력
1969년 바이에른주 알체나우에서 태어났으며 6세 때인 1975년에 레슬링을 처음 시작했다. 게르하르트 바이젠베르거 밑에서 훈련을 받은 라이폴트는 독일 선수권 대회에서 11번 우승하는 등 독일에서 두각을 드러냈다.
1985년에 주니어 국가대표가 되어 볼로냐에서 열린 유럽 주니어 선수권 대회에서 은메달을 획득했으며 이듬해인 1986년에는 시퍼슈타트에서 열린 세계 주니어 선수권 대회에서 은메달을 획득했다.
1988년에 서독 국가대표가 되었으며 같은 해 서울에서 열린 1988년 하계 올림픽에서 7위에 올랐다. 1991년에는 슈투트가르트에서 열린 유럽 선수권 대회에서 소련의 나시르 가지하노프를 꺾고 우승하면서 선수 경력 첫 국제 대회 금메달을 획득했다. 1992년에는 바르셀로나에서 열린 자신의 두 번째 올림픽인 1992년 하계 올림픽에 참가하여 전체 13위에 올랐다. 이후 1004년에는 이스탄불에서 열린 1994년 세계 선수권 대회에서 쿠바의 헤수스 로드리게스를 꺾으며 세계 선수권 대회 첫 금메달을 획득했다.
1996년에는 애틀랜타에서 열린 1996년 하계 올림픽에 참가했으며 2회전에서 대회 금메달리스트인 러시아의 부바이사르 사이티예프에게 패하면서 5위에 올랐다.
2000년 시드니에서 열린 2000년 하계 올림픽에서 대한민국의 문의제를 꺾고 결승에 진출했으며 결승전에서 4-0으로 미국의 브랜던 슬레이를 제치고 우승했다. 그러나 금지 약물인 노르안드로스테론과 노레디오촐라놀론의 양성 반응으로 인해 메달을 박탈당했다. 이후 독일 레슬링 연맹에게 2년간 선수 정지 자격 정지 징계를 받았으며 연맹이 판결을 발표할 허용 날짜가 7일 이상 자났기 때문에 징계가 풀렸다. 이후 국제 올림픽 위원회와의 판결을 호소했고 그의 선수 자격 정지 징계 기간은 2년에서 1년으로 단축되었다. 
2001년 가을에 현역에서 복귀했으며 2003년 유럽 선수권 대회에서 다시 결승에 진출했다. 결승에서는 헝가리의 리테르 아르파드에게 패하며 은메달을 획득했다. 이듬해인 2004년에는 유럽 선수권 대회에서 9위를 기록했으며 2004년 하계 올림픽 출전권을 얻지 못하여 은퇴를 선언했다.